# Trigonodon jugleri
Trigonodon, Asima jugleri, Radamas jugleri, Trigonodon oweni
Genre
Synonymes
- †Asima Giebel, 1848
- Stylodus Sauvage, 1880

Espèce
Synonymes
- †Asima jugleri
- †Radamas jugleri
- †Trigonodon oweni

Trigonodon jugleri est une espèce fossile de poissons de la famille des Labridae et du genre Trigonodon. Elle a vécu au cours du Miocène. Ses fossiles sont connus en Europe et en Algérie.

## Fossiles
Ce poisson fossile est connu principalement par ses dents. Celles-ci se présentent sous forme de plaques dentaires. Il s'agit d'un poisson-coffre dont les dents sont coupantes en forme d'incisives.

## Histoire
En 1858, Marie Rouault signale dans le calcaire du Quiou et dans le falun de Saint-Grégoire, un sargue qu'il considère comme une espèce nouvelle et qu'il nomme Sargus Sioni. Il le décrit comme « voisin de Sargus armatus », il s'en distingue par ses incisives plus larges, plus arquées, convexes. La face interne profonde est marquée de plis qui partent de la base. Pour Henri Émile Sauvage, « le Sargus Sioni se distingue nettement par les plis des incisives. Dans nos Sargues actuels les dents ne sont pas plissées ; quelques espèces d'Amérique, Sargus rhomboïdes, Sargus unimaculatus, ont les incisives échancrées ».
En 2002, Ortwin Schultz et David R. Belwood montrent que les dents fossiles de mâchoire traditionnellement connues comme Trigonodon oweni, et les plaques dentaires connues depuis Schultz 1978 comme Asima jugleri, mais auparavant décrites comme Radamas jugleri, Sargus sioni, Taurinichthys Sacheri et Stylodus Lebescontei, sont toutes des parties d'une même espèce de poissons fossiles.
Elles portent une ressemblance proche du Labre des Moluques (Pseudodax moluccanus). Les poissons fossiles et P. moluccanus possèdent un certain nombre de points identiques. Le représentant fossile est donc placé dans les Trigonodontinae (synonyme : Pseudodacinae), Labridae. Selon les règles de l'ICZN, le poisson fossile doit être désigné comme Trigonodon jugleri (Münster, 1846).
Les plus anciens fossiles de cette espèce datent du Miocène inférieur de l'Italie et de l'Autriche. La plupart des spécimens ont été obtenus à partir du Badénien, Miocène moyen, du bassin de Vienne dans la Paratéthys centrale. On retrouve aussi ce fossile dans les faluns d'Anjou, de Touraine et de Bretagne.